# Trachea terranea
Trachea terranea är en fjärilsart som beskrevs av Butler 1889. Trachea terranea ingår i släktet Trachea och familjen nattflyn. Inga underarter finns listade i Catalogue of Life.